# Ian Black (nadador)
Ian MacIntosh Black (Inverness, Escocia, 27 de junio de 1941) es un nadador, retirado, especializado en pruebas de estilo libre y estilo mariposa. Fue tres veces campeón de Europa en 400 y 1500 metros libres y 200 mariposa en el año 1958.

## Palmarés internacional
| Campeonato Europeo de Natación | Campeonato Europeo de Natación | Campeonato Europeo de Natación | Campeonato Europeo de Natación |
| Año                            | Lugar                          | Medalla                        | Prueba                         |
| ------------------------------ | ------------------------------ | ------------------------------ | ------------------------------ |
| 1958                           | Budapest ( Hungría)            | Medalla de oro                 | 400 m libre                    |
| 1958                           | Budapest ( Hungría)            | Medalla de oro                 | 1500 m libres                  |
| 1958                           | Budapest ( Hungría)            | Medalla de oro                 | 200 m mariposa                 |